# Высокотравье

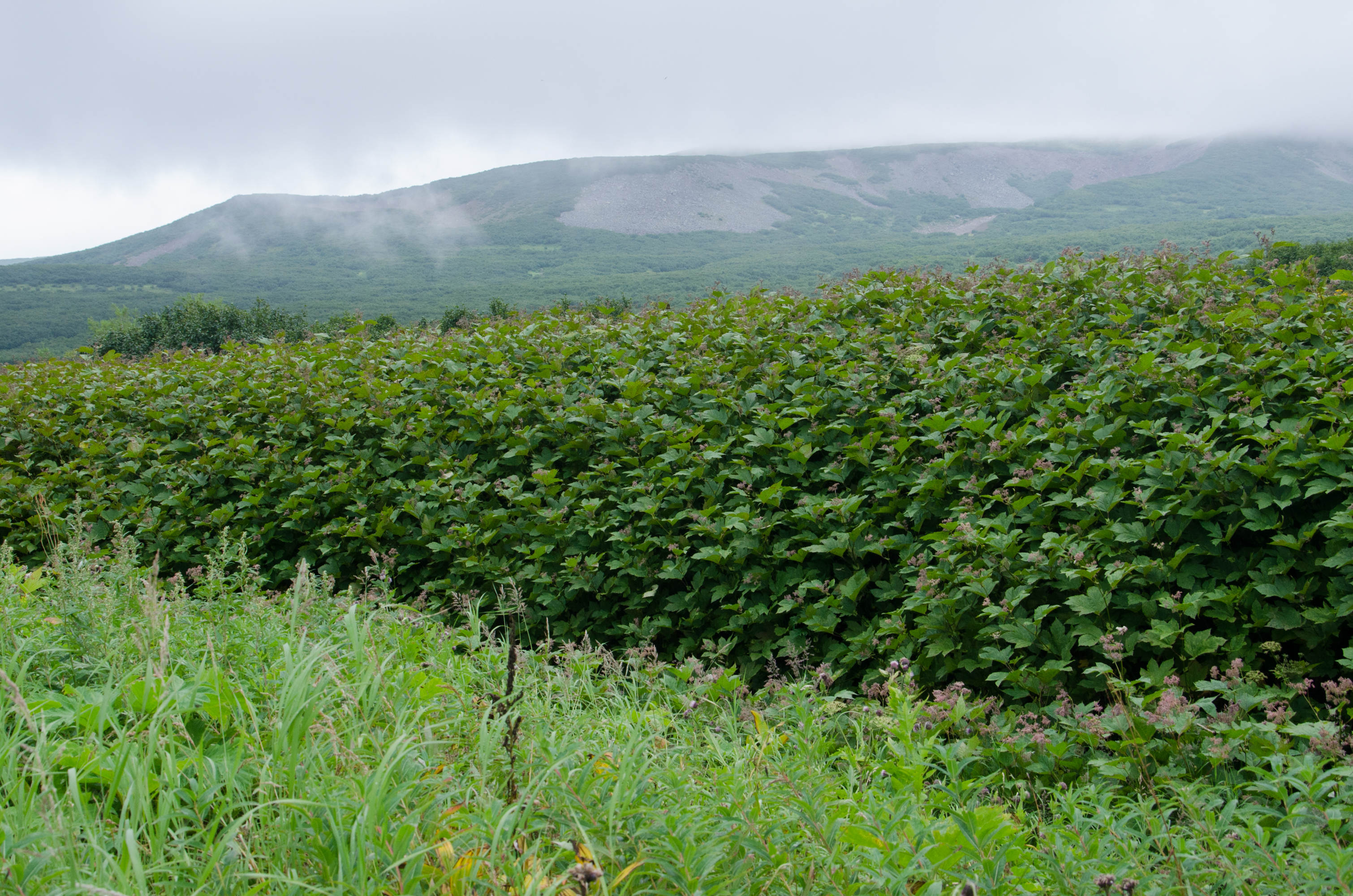
Камчатское высокотравье, образованное шеломайником

Высокотравье — ярус или сообщество высоких (2—4 м) травянистых растений. Характерно для умеренных и субтропических стран, главным образом горных; развивается при повышенной влажности воздуха и почвы, чему способствуют обильные осадки летом и высокий снежный покров зимой.
Термин «высокотравье» впервые ввёл в употребление С. А. Захаров, применивший его для описания субальпийской растительности Кавказа и отмечавший в качестве характерного признака этого типа растительности отсутствие под ней дернины. Впоследствии этот термин, равно как и его синонимы «крупнотравье» и «большетравье», широко использовался в геоботанической литературе, причём его объём и трактовка могли существенно варьироваться. Если описывавшееся Захаровым кавказское высокотравье представляет собой целостный эколого-флористический комплекс, то при расширительном понимании термина им могут обозначаться самые разные в экологическом и географическом отношении типы сообществ, сформированные травянистыми растениями с крупным габитусом. Кроме того, высокотравьем (вторичным) иногда называют тип растительности, развивающийся на равнинной местности в результате сильной унавоженности почвы после выпаса скота, однако он имеет лишь внешнее поверхностное сходство с настоящим высокотравьем.
Высокотравье наиболее характерно для субальпийского пояса, хотя появляется уже в горно-лесном поясе и может встречаться в альпийском. В России этот тип растительности присутствует, помимо Кавказа, также на Алтае, в Саянах, в южной части Дальнего Востока и на Сахалине. Высокотравье богато представлено в Средней Азии, Гималаях, горных районах Китая, на севере Японии. Как правило, сообщества гигантских трав развиваются на хорошо прогреваемых солнцем горных склонах либо на защищённых участках пологого рельефа; необходимыми условиями являются также отсутствие застойного увлажнения и богатство минерального питания.
Для высокотравья характерно преобладание мощных многолетних трав и отсутствие задернения (по причине почти полного отсутствия злаков и осок); нередко развитие эфемероидов. Видовой состав высокотравья относительно небогат; отдельные его участки содержат, как правило, один-три вида, иногда от 10 до 25, хотя встречаются и более разнообразные по составу сообщества. В основном в них входят представители семейств сложноцветных (виды крестовника, бузульника, цицербиты, дороникума, бодяка, телекии и др.), зонтичных (дягиля, борщевика, дудника и др.), лютиковых (борца, дельфиниума), жимолостных (короставник, головчатка) и других семейств двудольных растений, тогда как однодольные (виды лука, лилии, чемерицы) представлены значительно слабей.